# Lista över fornlämningar i Uppsala kommun (Vaksala)
Lista över fornlämningar i Uppsala kommun (Vaksala) är en förteckning av ett urval av de fornlämningar som finns i Vaksala i Uppsala kommun.
| Namn                              | Lämningstyp                      | Tillkomsttid | Historisk indelning | Plats | Läge                 | ID-nr          | Bild                                      |
| --------------------------------- | -------------------------------- | ------------ | ------------------- | ----- | -------------------- | -------------- | ----------------------------------------- |
| Vaksala 1:1                       | Grav- och boplatsområde          |              | Vaksala, Uppland    |       | 59.905022, 17.716096 | 10028400010001 | Ladda upp en bild av detta fornminne      |
| Vaksala 2:1                       | Grav- och boplatsområde          |              | Vaksala, Uppland    |       | 59.901054, 17.706708 | 10028400020001 | Ladda upp en bild av detta fornminne      |
| Vaksala 3:1                       | Stensättning                     |              | Vaksala, Uppland    |       | 59.901796, 17.707650 | 10028400030001 | Ladda upp en bild av detta fornminne      |
| Vaksala 3:2                       | Röse                             |              | Vaksala, Uppland    |       | 59.902035, 17.707275 | 10028400030002 | Ladda upp en bild av detta fornminne      |
| Vaksala 4:1                       | Gravfält                         |              | Vaksala, Uppland    |       | 59.903476, 17.703368 | 10028400040001 | Ladda upp en bild av detta fornminne      |
| Vaksala 5:1                       | Grav- och boplatsområde          |              | Vaksala, Uppland    |       | 59.896416, 17.700845 | 10028400050001 | Ladda upp en bild av detta fornminne      |
| Vaksala 6:1                       | Gravfält                         |              | Vaksala, Uppland    |       | 59.896424, 17.703489 | 10028400060001 | Ladda upp en bild av detta fornminne      |
| Vaksala 10:1                      | Grav- och boplatsområde          |              | Vaksala, Uppland    |       | 59.894228, 17.696307 | 10028400100001 | Ladda upp en bild av detta fornminne      |
| Vaksala 11:1                      | Grav- och boplatsområde          |              | Vaksala, Uppland    |       | 59.894917, 17.693833 | 10028400110001 | Ladda upp en bild av detta fornminne      |
| Vaksala 14:1                      | Grav- och boplatsområde          |              | Vaksala, Uppland    |       | 59.893210, 17.705041 | 10028400140001 | Ladda upp en bild av detta fornminne      |
| Vaksala 15:1                      | Gravfält                         |              | Vaksala, Uppland    |       | 59.894069, 17.706831 | 10028400150001 | Ladda upp en bild av detta fornminne      |
| Vaksala 16:1                      | Stensättning                     |              | Vaksala, Uppland    |       | 59.893303, 17.701721 | 10028400160001 | Ladda upp en bild av detta fornminne      |
| Vaksala 16:2                      | Stensättning                     |              | Vaksala, Uppland    |       | 59.893208, 17.701580 | 10028400160002 | Ladda upp en bild av detta fornminne      |
| Vaksala 17:1                      | Gravfält                         |              | Vaksala, Uppland    |       | 59.892703, 17.696773 | 10028400170001 | Ladda upp en bild av detta fornminne      |
| Vaksala 19:1                      | Gravfält                         |              | Vaksala, Uppland    |       | 59.891918, 17.693311 | 10028400190001 | Ladda upp en bild av detta fornminne      |
| Vaksala 20:1                      | Stensättning                     |              | Vaksala, Uppland    |       | 59.895826, 17.689430 | 10028400200001 | Ladda upp en bild av detta fornminne      |
| Vaksala 20:2                      | Stensättning                     |              | Vaksala, Uppland    |       | 59.895801, 17.689261 | 10028400200002 | Ladda upp en bild av detta fornminne      |
| Vaksala 22:1                      | Stensättning                     |              | Vaksala, Uppland    |       | 59.896750, 17.697748 | 10028400220001 | Ladda upp en bild av detta fornminne      |
| Vaksala 23:1                      | Stensättning                     |              | Vaksala, Uppland    |       | 59.897323, 17.692640 | 10028400230001 | Ladda upp en bild av detta fornminne      |
| Vaksala 23:2                      | Stensättning                     |              | Vaksala, Uppland    |       | 59.897542, 17.692189 | 10028400230002 | Ladda upp en bild av detta fornminne      |
| Vaksala 24:1                      | Stensättning                     |              | Vaksala, Uppland    |       | 59.899865, 17.699350 | 10028400240001 | Ladda upp en bild av detta fornminne      |
| Vaksala 24:2                      | Stensättning                     |              | Vaksala, Uppland    |       | 59.899765, 17.699101 | 10028400240002 | Ladda upp en bild av detta fornminne      |
| Vaksala 24:3                      | Stensättning                     |              | Vaksala, Uppland    |       | 59.899844, 17.699213 | 10028400240003 | Ladda upp en bild av detta fornminne      |
| Vaksala 27:1                      | Grav- och boplatsområde          |              | Vaksala, Uppland    |       | 59.892155, 17.706831 | 10028400270001 | Ladda upp en bild av detta fornminne      |
| Vaksala 28:1                      | Gravfält                         |              | Vaksala, Uppland    |       | 59.892410, 17.707779 | 10028400280001 | Ladda upp en bild av detta fornminne      |
| Vaksala 29:1                      | Gravfält                         |              | Vaksala, Uppland    |       | 59.889003, 17.704446 | 10028400290001 | Ladda upp en bild av detta fornminne      |
| Vaksala 32:1                      | Stensättning                     |              | Vaksala, Uppland    |       | 59.898422, 17.689007 | 10028400320001 | Ladda upp en bild av detta fornminne      |
| Vaksala 36:1                      | Stensättning                     |              | Vaksala, Uppland    |       | 59.888588, 17.708983 | 10028400360001 | Ladda upp en bild av detta fornminne      |
| Vaksala 36:2                      | Stensättning                     |              | Vaksala, Uppland    |       | 59.888688, 17.709007 | 10028400360002 | Ladda upp en bild av detta fornminne      |
| Vaksala 36:3                      | Stensättning                     |              | Vaksala, Uppland    |       | 59.888698, 17.709404 | 10028400360003 | Ladda upp en bild av detta fornminne      |
| Vaksala 36:4                      | Stensättning                     |              | Vaksala, Uppland    |       | 59.888592, 17.708337 | 10028400360004 | Ladda upp en bild av detta fornminne      |
| Vaksala 37:1                      | Stensättning                     |              | Vaksala, Uppland    |       | 59.904037, 17.710388 | 10028400370001 | Ladda upp en bild av detta fornminne      |
| Vaksala 40:1                      | Stensättning                     |              | Vaksala, Uppland    |       | 59.903030, 17.704661 | 10028400400001 | Ladda upp en bild av detta fornminne      |
| Vaksala 41:1                      | Stensättning                     |              | Vaksala, Uppland    |       | 59.902731, 17.705729 | 10028400410001 | Ladda upp en bild av detta fornminne      |
| Vaksala 42:1                      | Stensättning                     |              | Vaksala, Uppland    |       | 59.900236, 17.684004 | 10028400420001 | Ladda upp en bild av detta fornminne      |
| Vaksala 44:1                      | Grav- och boplatsområde          |              | Vaksala, Uppland    |       | 59.899329, 17.686615 | 10028400440001 | Ladda upp en bild av detta fornminne      |
| Vaksala 45:1                      | Stensättning                     |              | Vaksala, Uppland    |       | 59.900275, 17.686711 | 10028400450001 | Ladda upp en bild av detta fornminne      |
| Vaksala 46:1                      | Stensättning                     |              | Vaksala, Uppland    |       | 59.905655, 17.697247 | 10028400460001 | Ladda upp en bild av detta fornminne      |
| Vaksala 47:1                      | Stensättning                     |              | Vaksala, Uppland    |       | 59.905106, 17.695924 | 10028400470001 | Ladda upp en bild av detta fornminne      |
| Vaksala 48:1                      | Stensättning                     |              | Vaksala, Uppland    |       | 59.904488, 17.696095 | 10028400480001 | Ladda upp en bild av detta fornminne      |
| Vaksala 48:2                      | Stensättning                     |              | Vaksala, Uppland    |       | 59.904572, 17.696114 | 10028400480002 | Ladda upp en bild av detta fornminne      |
| Vaksala 48:3                      | Stensättning                     |              | Vaksala, Uppland    |       | 59.904405, 17.696080 | 10028400480003 | Ladda upp en bild av detta fornminne      |
| Vaksala 49:1                      | Stensättning                     |              | Vaksala, Uppland    |       | 59.905034, 17.695180 | 10028400490001 | Ladda upp en bild av detta fornminne      |
| Vaksala 49:2                      | Stensättning                     |              | Vaksala, Uppland    |       | 59.905090, 17.695398 | 10028400490002 | Ladda upp en bild av detta fornminne      |
| Vaksala 50:1                      | Grav- och boplatsområde          |              | Vaksala, Uppland    |       | 59.908107, 17.698975 | 10028400500001 | Ladda upp en bild av detta fornminne      |
| Vaksala 52:1                      | Stensättning                     |              | Vaksala, Uppland    |       | 59.909628, 17.700758 | 10028400520001 | Ladda upp en bild av detta fornminne      |
| Vaksala 52:2                      | Stensättning                     |              | Vaksala, Uppland    |       | 59.909589, 17.700606 | 10028400520002 | Ladda upp en bild av detta fornminne      |
| Vaksala 52:3                      | Stensättning                     |              | Vaksala, Uppland    |       | 59.909748, 17.700361 | 10028400520003 | Ladda upp en bild av detta fornminne      |
| Vaksala 53:1                      | Grav- och boplatsområde          |              | Vaksala, Uppland    |       | 59.908013, 17.695503 | 10028400530001 | Ladda upp en bild av detta fornminne      |
| Vaksala 54:2                      | Stensättning                     |              | Vaksala, Uppland    |       | 59.908548, 17.695172 | 10028400540002 | Ladda upp en bild av detta fornminne      |
| Vaksala 56:1                      | Stensättning                     |              | Vaksala, Uppland    |       | 59.907701, 17.692246 | 10028400560001 | Ladda upp en bild av detta fornminne      |
| Vaksala 56:2                      | Stensättning                     |              | Vaksala, Uppland    |       | 59.907635, 17.692471 | 10028400560002 | Ladda upp en bild av detta fornminne      |
| Vaksala 62:1                      | Stensättning                     |              | Vaksala, Uppland    |       | 59.908897, 17.692723 | 10028400620001 | Ladda upp en bild av detta fornminne      |
| Vaksala 64:1                      | Grav- och boplatsområde          |              | Vaksala, Uppland    |       | 59.908911, 17.696740 | 10028400640001 | Ladda upp en bild av detta fornminne      |
| Vaksala 65:2                      | Stensättning                     |              | Vaksala, Uppland    |       | 59.905402, 17.691567 | 10028400650002 | Ladda upp en bild av detta fornminne      |
| Vaksala 67:1                      | Stensättning                     |              | Vaksala, Uppland    |       | 59.902566, 17.692695 | 10028400670001 | Ladda upp en bild av detta fornminne      |
| Vaksala 68:1                      | Stensättning                     |              | Vaksala, Uppland    |       | 59.902539, 17.690978 | 10028400680001 | Ladda upp en bild av detta fornminne      |
| Vaksala 69:1                      | Stensättning                     |              | Vaksala, Uppland    |       | 59.903654, 17.688817 | 10028400690001 | Ladda upp en bild av detta fornminne      |
| Vaksala 70:1                      | Stensättning                     |              | Vaksala, Uppland    |       | 59.904043, 17.690162 | 10028400700001 | Ladda upp en bild av detta fornminne      |
| Vaksala 72:3                      | Stensättning                     |              | Vaksala, Uppland    |       | 59.906859, 17.702332 | 10028400720003 | Ladda upp en bild av detta fornminne      |
| Vaksala 72:4                      | Stensättning                     |              | Vaksala, Uppland    |       | 59.906950, 17.701965 | 10028400720004 | Ladda upp en bild av detta fornminne      |
| Vaksala 73:1                      | Stensättning                     |              | Vaksala, Uppland    |       | 59.907460, 17.702170 | 10028400730001 | Ladda upp en bild av detta fornminne      |
| Vaksala 73:2                      | Stensättning                     |              | Vaksala, Uppland    |       | 59.907431, 17.701976 | 10028400730002 | Ladda upp en bild av detta fornminne      |
| Vaksala 73:3                      | Stensättning                     |              | Vaksala, Uppland    |       | 59.907400, 17.701795 | 10028400730003 | Ladda upp en bild av detta fornminne      |
| Vaksala 73:4                      | Stensättning                     |              | Vaksala, Uppland    |       | 59.907380, 17.701655 | 10028400730004 | Ladda upp en bild av detta fornminne      |
| Vaksala 74:1                      | Gravfält                         |              | Vaksala, Uppland    |       | 59.904808, 17.688860 | 10028400740001 | Ladda upp en bild av detta fornminne      |
| Vaksala 78:1                      | Grav- och boplatsområde          |              | Vaksala, Uppland    |       | 59.909541, 17.681612 | 10028400780001 | Ladda upp en bild av detta fornminne      |
| Vaksala 79:1                      | Hög                              |              | Vaksala, Uppland    |       | 59.910004, 17.672847 | 10028400790001 | Ladda upp en bild av detta fornminne      |
| Vaksala 80:1                      | Gravfält                         |              | Vaksala, Uppland    |       | 59.909451, 17.674489 | 10028400800001 | Ladda upp en bild av detta fornminne      |
| Vaksala 82:1                      | Stensättning                     |              | Vaksala, Uppland    |       | 59.907889, 17.680700 | 10028400820001 | Ladda upp en bild av detta fornminne      |
| Vaksala 83:1                      | Gravfält                         |              | Vaksala, Uppland    |       | 59.893277, 17.724340 | 10028400830001 | Ladda upp en bild av detta fornminne      |
| Vaksala 84:1                      | Gravfält                         |              | Vaksala, Uppland    |       | 59.898204, 17.719177 | 10028400840001 | Ladda upp en bild av detta fornminne      |
| Vaksala 85:1                      | Gravfält                         |              | Vaksala, Uppland    |       | 59.899423, 17.723152 | 10028400850001 | Ladda upp en bild av detta fornminne      |
| Vaksala 87:1                      | Stensättning                     |              | Vaksala, Uppland    |       | 59.912495, 17.691876 | 10028400870001 | Ladda upp en bild av detta fornminne      |
| Vaksala 87:2                      | Stensättning                     |              | Vaksala, Uppland    |       | 59.912805, 17.691587 | 10028400870002 | Ladda upp en bild av detta fornminne      |
| Vaksala 88:1                      | Stensättning                     |              | Vaksala, Uppland    |       | 59.907098, 17.684241 | 10028400880001 | Ladda upp en bild av detta fornminne      |
| Vaksala 88:2                      | Stensättning                     |              | Vaksala, Uppland    |       | 59.907030, 17.684726 | 10028400880002 | Ladda upp en bild av detta fornminne      |
| Vaksala 91:1                      | Gravfält                         |              | Vaksala, Uppland    |       | 59.901642, 17.673519 | 10028400910001 | Ladda upp en bild av detta fornminne      |
| Vaksala 95:1                      | Grav- och boplatsområde          |              | Vaksala, Uppland    |       | 59.902179, 17.681824 | 10028400950001 | Ladda upp en bild av detta fornminne      |
| Vaksala 97:2                      | Stensättning                     |              | Vaksala, Uppland    |       | 59.906918, 17.704268 | 10028400970002 | Ladda upp en bild av detta fornminne      |
| Vaksala 102:1                     | Stensättning                     |              | Vaksala, Uppland    |       | 59.881073, 17.669306 | 10028401020001 | Ladda upp en bild av detta fornminne      |
| Vaksala 102:2                     | Stensättning                     |              | Vaksala, Uppland    |       | 59.881238, 17.668962 | 10028401020002 | Ladda upp en bild av detta fornminne      |
| Vaksala 103:1                     | Hög                              |              | Vaksala, Uppland    |       | 59.879601, 17.672976 | 10028401030001 | Ladda upp en till bild av detta fornminne |
| Vaksala 103:2                     | Stensättning                     |              | Vaksala, Uppland    |       | 59.879328, 17.672970 | 10028401030002 | Ladda upp en bild av detta fornminne      |
| Vaksala 105:1                     | Gravfält                         |              | Vaksala, Uppland    |       | 59.881937, 17.675581 | 10028401050001 | Ladda upp en bild av detta fornminne      |
| Vaksala 106:1                     | Hällristning                     |              | Vaksala, Uppland    |       | 59.884662, 17.666442 | 10028401060001 | Ladda upp en bild av detta fornminne      |
| Vaksala 106:2                     | Stensättning                     |              | Vaksala, Uppland    |       | 59.884573, 17.666173 | 10028401060002 | Ladda upp en bild av detta fornminne      |
| Vaksala 106:3                     | Stensättning                     |              | Vaksala, Uppland    |       | 59.884675, 17.666040 | 10028401060003 | Ladda upp en bild av detta fornminne      |
| U 961 (Vaksala 108:1)             | Runristning                      |              | Vaksala, Uppland    |       | 59.878437, 17.682773 | 10028401080001 | Ladda upp en till bild av detta fornminne |
| Vaksala 111:1                     | Grav markerad av sten/block      |              | Vaksala, Uppland    |       | 59.879901, 17.680716 | 10028401110001 | Ladda upp en bild av detta fornminne      |
| Tingshöjden (Vaksala 112:1)       | Gravfält                         |              | Vaksala, Uppland    |       | 59.881207, 17.681680 | 10028401120001 | Ladda upp en bild av detta fornminne      |
| Vaksala 113:1                     | Grav- och boplatsområde          |              | Vaksala, Uppland    |       | 59.875788, 17.680872 | 10028401130001 | Ladda upp en bild av detta fornminne      |
| Fragment av U 960 (Vaksala 117:1) | Runristning                      |              | Vaksala, Uppland    |       | 59.876030, 17.686689 | 10028401170001 | Ladda upp en till bild av detta fornminne |
| Fragment av U 960 (Vaksala 117:2) | Runristning                      |              | Vaksala, Uppland    |       | 59.876030, 17.686689 | 10028401170002 | Ladda upp en till bild av detta fornminne |
| U 965 (Vaksala 118:1)             | Runristning                      |              | Vaksala, Uppland    |       | 59.876335, 17.685663 | 10028401180001 | Ladda upp en till bild av detta fornminne |
| U 964 (Vaksala 118:2)             | Runristning                      |              | Vaksala, Uppland    |       | 59.876393, 17.685676 | 10028401180002 | Ladda upp en till bild av detta fornminne |
| U 963 (Vaksala 118:3)             | Runristning                      |              | Vaksala, Uppland    |       | 59.876469, 17.685677 | 10028401180003 | Ladda upp en till bild av detta fornminne |
| U 962 (Vaksala 118:4)             | Runristning                      |              | Vaksala, Uppland    |       | 59.876546, 17.685669 | 10028401180004 | Ladda upp en till bild av detta fornminne |
| Vaksala 119:1                     | Gravfält                         |              | Vaksala, Uppland    |       | 59.877853, 17.683860 | 10028401190001 | Ladda upp en bild av detta fornminne      |
| Vaksala 124:1                     | Stensättning                     |              | Vaksala, Uppland    |       | 59.856893, 17.715738 | 10028401240001 | Ladda upp en bild av detta fornminne      |
| Vaksala 125:1                     | Gravfält                         |              | Vaksala, Uppland    |       | 59.880788, 17.680015 | 10028401250001 | Ladda upp en bild av detta fornminne      |
| U 971 (Vaksala 126:1)             | Runristning                      |              | Vaksala, Uppland    |       | 59.885554, 17.686660 | 10028401260001 | Ladda upp en bild av detta fornminne      |
| Vaksala 135:1                     | Gravfält                         |              | Vaksala, Uppland    |       | 59.882545, 17.742781 | 10028401350001 | Ladda upp en bild av detta fornminne      |
| Vaksala 136:1                     | Stensättning                     |              | Vaksala, Uppland    |       | 59.883733, 17.743388 | 10028401360001 | Ladda upp en bild av detta fornminne      |
| Vaksala 138:1                     | Stensättning                     |              | Vaksala, Uppland    |       | 59.882049, 17.741169 | 10028401380001 | Ladda upp en bild av detta fornminne      |
| Vaksala 138:2                     | Stensättning                     |              | Vaksala, Uppland    |       | 59.882012, 17.741013 | 10028401380002 | Ladda upp en bild av detta fornminne      |
| Vaksala 139:1                     | Hög                              |              | Vaksala, Uppland    |       | 59.880823, 17.725322 | 10028401390001 | Ladda upp en bild av detta fornminne      |
| Vaksala 140:1                     | Stensättning                     |              | Vaksala, Uppland    |       | 59.885440, 17.723062 | 10028401400001 | Ladda upp en bild av detta fornminne      |
| Vaksala 141:1                     | Gravfält                         |              | Vaksala, Uppland    |       | 59.884918, 17.722166 | 10028401410001 | Ladda upp en bild av detta fornminne      |
| Vaksala 142:1                     | Gravfält                         |              | Vaksala, Uppland    |       | 59.884162, 17.722147 | 10028401420001 | Ladda upp en bild av detta fornminne      |
| Vaksala 143:1                     | Gravfält                         |              | Vaksala, Uppland    |       | 59.881225, 17.737834 | 10028401430001 | Ladda upp en bild av detta fornminne      |
| Gullagruvsbacken (Vaksala 144:1)  | Gravfält                         |              | Vaksala, Uppland    |       | 59.881372, 17.734495 | 10028401440001 | Ladda upp en bild av detta fornminne      |
| Vaksala 145:1                     | Gravfält                         |              | Vaksala, Uppland    |       | 59.880117, 17.732653 | 10028401450001 | Ladda upp en bild av detta fornminne      |
| Vaksala 146:1                     | Gravfält                         |              | Vaksala, Uppland    |       | 59.875017, 17.727633 | 10028401460001 | Ladda upp en bild av detta fornminne      |
| Vaksala 147:1                     | Gravfält                         |              | Vaksala, Uppland    |       | 59.877297, 17.729950 | 10028401470001 | Ladda upp en bild av detta fornminne      |
| Vaksala 148:1                     | Gravfält                         |              | Vaksala, Uppland    |       | 59.877015, 17.738064 | 10028401480001 | Ladda upp en bild av detta fornminne      |
| Inhåleskullen (Vaksala 155:1)     | Gravfält                         |              | Vaksala, Uppland    |       | 59.854582, 17.717530 | 10028401550001 | Ladda upp en bild av detta fornminne      |
| Vaksala 165:1                     | Gravfält                         |              | Vaksala, Uppland    |       | 59.858243, 17.720764 | 10028401650001 | Ladda upp en bild av detta fornminne      |
| Vaksala 166:1                     | Hög                              |              | Vaksala, Uppland    |       | 59.896991, 17.734390 | 10028401660001 | Ladda upp en bild av detta fornminne      |
| Vaksala 167:1                     | Gravfält                         |              | Vaksala, Uppland    |       | 59.894694, 17.731870 | 10028401670001 | Ladda upp en bild av detta fornminne      |
| Vaksala 169:1                     | Hög                              |              | Vaksala, Uppland    |       | 59.896321, 17.732281 | 10028401690001 | Ladda upp en bild av detta fornminne      |
| Vaksala 170:3                     | Stensättning                     |              | Vaksala, Uppland    |       | 59.897634, 17.730888 | 10028401700003 | Ladda upp en bild av detta fornminne      |
| Vaksala 173:1                     | Gravfält                         |              | Vaksala, Uppland    |       | 59.897462, 17.734686 | 10028401730001 | Ladda upp en bild av detta fornminne      |
| Vaksala 174:1                     | Stensättning                     |              | Vaksala, Uppland    |       | 59.897748, 17.734500 | 10028401740001 | Ladda upp en bild av detta fornminne      |
| Vaksala 177:1                     | Stensättning                     |              | Vaksala, Uppland    |       | 59.888118, 17.749892 | 10028401770001 | Ladda upp en bild av detta fornminne      |
| Vaksala 177:2                     | Stensättning                     |              | Vaksala, Uppland    |       | 59.888258, 17.750129 | 10028401770002 | Ladda upp en bild av detta fornminne      |
| Vaksala 184:1                     | Gravfält                         |              | Vaksala, Uppland    |       | 59.887799, 17.723172 | 10028401840001 | Ladda upp en bild av detta fornminne      |
| U 974 (Vaksala 185:1)             | Runristning                      |              | Vaksala, Uppland    |       | 59.888116, 17.727340 | 10028401850001 | Ladda upp en till bild av detta fornminne |
| Vaksala 186:1                     | Stensättning                     |              | Vaksala, Uppland    |       | 59.887924, 17.727939 | 10028401860001 | Ladda upp en bild av detta fornminne      |
| Vaksala 186:2                     | Stensättning                     |              | Vaksala, Uppland    |       | 59.888007, 17.727794 | 10028401860002 | Ladda upp en bild av detta fornminne      |
| Vaksala 187:1                     | Stensättning                     |              | Vaksala, Uppland    |       | 59.877936, 17.735762 | 10028401870001 | Ladda upp en bild av detta fornminne      |
| Vaksala 187:2                     | Stensättning                     |              | Vaksala, Uppland    |       | 59.877835, 17.735620 | 10028401870002 | Ladda upp en bild av detta fornminne      |
| Rörbergsbacken (Vaksala 188:1)    | Stensättning                     |              | Vaksala, Uppland    |       | 59.894069, 17.739731 | 10028401880001 | Ladda upp en bild av detta fornminne      |
| Rörbergsbacken (Vaksala 188:2)    | Stensättning                     |              | Vaksala, Uppland    |       | 59.894006, 17.739974 | 10028401880002 | Ladda upp en bild av detta fornminne      |
| Vaksala 189:1                     | Hög                              |              | Vaksala, Uppland    |       | 59.895101, 17.741636 | 10028401890001 | Ladda upp en bild av detta fornminne      |
| Vaksala 189:2                     | Stensättning                     |              | Vaksala, Uppland    |       | 59.894986, 17.741654 | 10028401890002 | Ladda upp en bild av detta fornminne      |
| Vaksala 189:3                     | Stensättning                     |              | Vaksala, Uppland    |       | 59.895057, 17.741794 | 10028401890003 | Ladda upp en bild av detta fornminne      |
| Vaksala 193:1                     | Stensättning                     |              | Vaksala, Uppland    |       | 59.900268, 17.727851 | 10028401930001 | Ladda upp en bild av detta fornminne      |
| Vaksala 194:1                     | Gravfält                         |              | Vaksala, Uppland    |       | 59.864047, 17.725611 | 10028401940001 | Ladda upp en bild av detta fornminne      |
| Vaksala 195:1                     | Stensättning                     |              | Vaksala, Uppland    |       | 59.865418, 17.723931 | 10028401950001 | Ladda upp en bild av detta fornminne      |
| Vaksala 195:2                     | Stensättning                     |              | Vaksala, Uppland    |       | 59.865453, 17.724163 | 10028401950002 | Ladda upp en bild av detta fornminne      |
| Vaksala 195:3                     | Stensättning                     |              | Vaksala, Uppland    |       | 59.865351, 17.724173 | 10028401950003 | Ladda upp en bild av detta fornminne      |
| Vaksala 196:1                     | Stensättning                     |              | Vaksala, Uppland    |       | 59.867086, 17.722725 | 10028401960001 | Ladda upp en bild av detta fornminne      |
| Vaksala 197:1                     | Grav- och boplatsområde          |              | Vaksala, Uppland    |       | 59.897980, 17.679188 | 10028401970001 | Ladda upp en bild av detta fornminne      |
| Vaksala 200:1                     | Gravfält                         |              | Vaksala, Uppland    |       | 59.899931, 17.675679 | 10028402000001 | Ladda upp en bild av detta fornminne      |
| Vaksala 202:1                     | Hög                              |              | Vaksala, Uppland    |       | 59.900049, 17.674066 | 10028402020001 | Ladda upp en bild av detta fornminne      |
| Vaksala 204:1                     | Hög                              |              | Vaksala, Uppland    |       | 59.898521, 17.674111 | 10028402040001 | Ladda upp en bild av detta fornminne      |
| Vaksala 207:1                     | Hög                              |              | Vaksala, Uppland    |       | 59.895085, 17.673132 | 10028402070001 | Ladda upp en bild av detta fornminne      |
| Vaksala 207:2                     | Stensättning                     |              | Vaksala, Uppland    |       | 59.894944, 17.673116 | 10028402070002 | Ladda upp en bild av detta fornminne      |
| U 976 (Vaksala 208:1)             | Runristning                      |              | Vaksala, Uppland    |       | 59.898101, 17.672893 | 10028402080001 | Ladda upp en bild av detta fornminne      |
| Vaksala 208:2                     | Hällristning                     |              | Vaksala, Uppland    |       | 59.898101, 17.672893 | 10028402080002 | Ladda upp en bild av detta fornminne      |
| Vaksala 209:5                     | Hällristning                     |              | Vaksala, Uppland    |       | 59.898454, 17.671940 | 10028402090005 | Ladda upp en bild av detta fornminne      |
| Vaksala 210:1                     | Grav- och boplatsområde          |              | Vaksala, Uppland    |       | 59.896899, 17.671744 | 10028402100001 | Ladda upp en bild av detta fornminne      |
| Vaksala 211:1                     | Grav- och boplatsområde          |              | Vaksala, Uppland    |       | 59.898376, 17.669696 | 10028402110001 | Ladda upp en bild av detta fornminne      |
| Vaksala 215:1                     | Stensättning                     |              | Vaksala, Uppland    |       | 59.895879, 17.668667 | 10028402150001 | Ladda upp en bild av detta fornminne      |
| Vaksala 215:2                     | Stensättning                     |              | Vaksala, Uppland    |       | 59.895702, 17.668606 | 10028402150002 | Ladda upp en bild av detta fornminne      |
| Vaksala 218:1                     | Grav- och boplatsområde          |              | Vaksala, Uppland    |       | 59.900849, 17.668473 | 10028402180001 | Ladda upp en bild av detta fornminne      |
| Vaksala 220:1                     | Gravfält                         |              | Vaksala, Uppland    |       | 59.890803, 17.680333 | 10028402200001 | Ladda upp en bild av detta fornminne      |
| Vaksala 220:2                     | Hällristning                     |              | Vaksala, Uppland    |       | 59.891515, 17.680358 | 10028402200002 | Ladda upp en bild av detta fornminne      |
| Vaksala 225:1                     | Grav markerad av sten/block      |              | Vaksala, Uppland    |       | 59.874780, 17.739185 | 10028402250001 | Ladda upp en bild av detta fornminne      |
| Vaksala 226:1                     | Stensättning                     |              | Vaksala, Uppland    |       | 59.890188, 17.719994 | 10028402260001 | Ladda upp en bild av detta fornminne      |
| Vaksala 227:1                     | Stensättning                     |              | Vaksala, Uppland    |       | 59.876596, 17.725284 | 10028402270001 | Ladda upp en bild av detta fornminne      |
| Vaksala 233:1                     | Stensättning                     |              | Vaksala, Uppland    |       | 59.916117, 17.687739 | 10028402330001 | Ladda upp en bild av detta fornminne      |
| Vaksala 235:1                     | Stensättning                     |              | Vaksala, Uppland    |       | 59.900620, 17.682472 | 10028402350001 | Ladda upp en bild av detta fornminne      |
| Vaksala 235:2                     | Stensättning                     |              | Vaksala, Uppland    |       | 59.900698, 17.682298 | 10028402350002 | Ladda upp en bild av detta fornminne      |
| Vaksala 236:1                     | Hällristning                     |              | Vaksala, Uppland    |       | 59.894930, 17.672241 | 10028402360001 | Ladda upp en bild av detta fornminne      |
| Vaksala 239:1                     | Fornborg                         |              | Vaksala, Uppland    |       | 59.916647, 17.767681 | 10028402390001 | Ladda upp en bild av detta fornminne      |
| Vaksala 242:1                     | Stensättning                     |              | Vaksala, Uppland    |       | 59.914331, 17.678368 | 10028402420001 | Ladda upp en bild av detta fornminne      |
| Vaksala 242:2                     | Stensättning                     |              | Vaksala, Uppland    |       | 59.914427, 17.677834 | 10028402420002 | Ladda upp en bild av detta fornminne      |
| Vaksala 245:1                     | Stensättning                     |              | Vaksala, Uppland    |       | 59.898901, 17.720366 | 10028402450001 | Ladda upp en bild av detta fornminne      |
| Vaksala 250:1                     | Stensättning                     |              | Vaksala, Uppland    |       | 59.908643, 17.689270 | 10028402500001 | Ladda upp en bild av detta fornminne      |
| Vaksala 260:1                     | Gravfält                         |              | Vaksala, Uppland    |       | 59.903371, 17.687753 | 10028402600001 | Ladda upp en bild av detta fornminne      |
| Vaksala 261:1                     | Gravfält                         |              | Vaksala, Uppland    |       | 59.905516, 17.684184 | 10028402610001 | Ladda upp en bild av detta fornminne      |
| Vaksala 263:1                     | Hällristning                     |              | Vaksala, Uppland    |       | 59.876775, 17.742230 | 10028402630001 | Ladda upp en bild av detta fornminne      |
| Vaksala 267:1                     | Stensättning                     |              | Vaksala, Uppland    |       | 59.896482, 17.689622 | 10028402670001 | Ladda upp en bild av detta fornminne      |
| Vaksala 271:1                     | Grav- och boplatsområde          |              | Vaksala, Uppland    |       | 59.881965, 17.670263 | 10028402710001 | Ladda upp en bild av detta fornminne      |
| Vaksala 273:1                     | Stensättning                     |              | Vaksala, Uppland    |       | 59.883654, 17.678641 | 10028402730001 | Ladda upp en bild av detta fornminne      |
| Vaksala 275:1                     | Stensättning                     |              | Vaksala, Uppland    |       | 59.900048, 17.680150 | 10028402750001 | Ladda upp en bild av detta fornminne      |
| Vaksala 275:2                     | Stensättning                     |              | Vaksala, Uppland    |       | 59.900118, 17.680690 | 10028402750002 | Ladda upp en bild av detta fornminne      |
| Vaksala 278:1                     | Stensättning                     |              | Vaksala, Uppland    |       | 59.899219, 17.667126 | 10028402780001 | Ladda upp en bild av detta fornminne      |
| Vaksala 281:1                     | Stensättning                     |              | Vaksala, Uppland    |       | 59.899434, 17.669563 | 10028402810001 | Ladda upp en bild av detta fornminne      |
| Vaksala 320(2)                    | Husgrund, förhistorisk/medeltida |              | Vaksala, Uppland    |       | koordinater saknas   | 12000000035121 | Ladda upp en bild av detta fornminne      |
| Vaksala 333                       | Grav markerad av sten/block      |              | Vaksala, Uppland    |       | 59.881931, 17.669082 | 12000000082023 | Ladda upp en bild av detta fornminne      |
| Vaksala 338                       | Stensättning                     |              | Vaksala, Uppland    |       | 59.905060, 17.732620 | 12000000082158 | Ladda upp en bild av detta fornminne      |
| Vaksala 339                       | Stensättning                     |              | Vaksala, Uppland    |       | 59.905124, 17.732531 | 12000000082159 | Ladda upp en bild av detta fornminne      |
| Vaksala 340                       | Stensättning                     |              | Vaksala, Uppland    |       | 59.905099, 17.732690 | 12000000082160 | Ladda upp en bild av detta fornminne      |
| Vaksala 373                       | Hällristning                     |              | Vaksala, Uppland    |       | 59.884759, 17.670346 | 12000000100006 | Ladda upp en bild av detta fornminne      |
| Vaksala 374                       | Hällristning                     |              | Vaksala, Uppland    |       | 59.882585, 17.675445 | 12000000100011 | Ladda upp en bild av detta fornminne      |